# گبسترف
گبسترف (به فرانسوی: Guébestroff) یک کمون در فرانسه است که در Canton of Dieuze واقع شده‌است.

## خصوصیات
گبسترف ۳٫۸۱ کیلومترمربع مساحت و ۵۴ نفر جمعیت دارد و ۲۴۰ متر بالاتر از سطح دریا واقع شده‌است.